# Kaukaz (Białoruś)
Kaukaz (biał. Каўказ; ros. Кавказ, Kawkaz) – wieś na Białorusi, w obwodzie homelskim, w rejonie kormańskim, w sielsowiecie Wornauka.